# Premis de la Crítica Cinematogràfica
Els Premis de la Crítica Cinematogràfica o Critics' Choice Movie Awards (abans coneguts com el Broadcast Film Critics Association Award) és una mostra de premis presentada anualment per l'American-Canadian Broadcast Film Critics Association (BFCA) per honrar els millors èxits cinematogràfics. Les votacions per escrit es presenten durant un període de nominació d'una setmana, i els candidats resultants s'anuncien al desembre. Els guanyadors triats per les votacions posteriors es donaran a conèixer en la cerimònia anual dels Premis de la Crítica al gener. A més, s'atorguen premis especials a discreció del Consell d'Administració de la BFCA.
Els premis van ser originalment nomenats simplement Premis de la Crítica. El 2010, la paraula Pel·lícula va ser afegida al seu nom, per diferenciar-los dels Critics' Choice Television Awards, que van ser atorgats per primera vegada a l'any següent per l'acabada de crear Broadcast Television Critics Association. El nom Critics' Choice Awards ara es refereix oficialment a tots dos conjunts de premis col·lectivament.
Entre 2006 i 2009, la cerimònia de lliurament de premis va tenir lloc a l'Auditori Cívic de Santa Mònica. De 2010 a 2012, va tenir lloc a l'històric i reformat Hollywood Palladium. La transmissió televisiva en directe de l'esdeveniment passà de VH1 a The CW en 2013, amb la 19a cerimònia el 16 de gener de 2014, des del Hangar Barker a Santa Monica(Califòrnia). A l'octubre de 2014, es va anunciar que els premis Critics' Choice Movie Awards passarien a A&E per a 2015 i 2016.

## Categories
- Millor pel·lícula d'acció (des del 2009)
- Millor actuació (des de 2002)
- Millor actor (des de 1995)
- Millor actriu (des de 1995)
- Millor actor en una pel·lícula d'acció (2012-2016)
- Millor actriu en una pel·lícula d'acció (2012-2016)
- Millor actor en comèdia (2012-2019)
- Millor actriu en comèdia (2012-2019)
- Millor llargmetratge animat (des del 1998)
- Millor direcció d'art (des de 2009)
- Millor cinematografia (des de 2009)
- Millor comèdia (des de 2005)
- Millor disseny de vestuari (des del 2009)
- Millor director (des de 1995)
- Millor documental (des de 1995)

- Millor edició (des del 2009)

- Millor pel·lícula familiar (1997-2007)
- Millor pel·lícula en llengua estrangera (des de 1995)
- Millor maquillatge (des del 2009)
- Millor imatge (des de 1995)
- Millor pel·lícula de ciència-ficció / terror (2012-2019)
- Millor puntuació (des del 1998)
- Millor guió (adaptat / original) (des del 2002)
- Millor cançó (des de 1998)
- Millor so (2009-2011)
- Millor actor de suport (des de 1995)
- Millor actriu secundària (des de 1995)
- Millors efectes visuals (des del 2009)
- Millor intèrpret jove (des de 1995)

## Cerimònies
Una cerimònia es refereix generalment per l'any de llançament de les pel·lícules que va honrar, en lloc de l'any en què es va celebrar.
1. 1995
2. 1996
3. 1997
4. 1998
5. 1999
6. 2000
7. 2001
8. 2002
9. 2003
10. 2004
11. 2005
12. 2006
13. 2007
14. 2008
15. 2009
16. 2010
17. 2011
18. 2012
19. 2013
20. 2014
21. 2015
22. 2016
23. 2017
24. 2018
25. 2019[8]